# N'Dambi
N'Dambi, nome artístico de Chonita Gilbert (Chonita Nicole Gillespie, Dallas, 1969), é uma cantora estadunidense de soul e R&B.
Gilbert entrou na faculdade depois um casamento de três anos. Formou-se em 1994. Ela é uma amiga de Erykah Badu, e fez vocal de apoio nos discos Baduizm e Live. Ela mesma fez três discos em 1999, 2001 e 2005. O quarto, Pink Elephant, saiu da gravadora Stax.
NDambi também é nome dum rei Mbundu medieval. N'dambi significaria "belíssima". Ela aparece na capa do livro Beautiful: Nudes do fotógrafo americano Marc Baptiste.

## Discografia
- 1999 Little Lost Girls Blues
- 2001 Tunin' Up & Cosignin'
- 2005 A Weird Kinda Wonderful
- 2009 Pink Elephant (Stax)